# Потупа Іван Михайлович
Іван Михайлович Потупа (*20 січня 1932, Маковисько, тепер Підкарпатське воєводство, Польща -11 липня 2011) — радянський агроном і футбольний діяч. Засновник і перший керівник ФК «Нива» (Підгайці, пізніше Бережани, Тернопіль). Протягом 1968–1986 років — голова колгоспу «Шлях комунізму» в м. Підгайці на Тернопільщині.

## Життєпис
Народився біля міста Ярослав на території сучасної Польщі. Після Другої світової війни українців перевозили з Польщі на Україну — з 1945 року жив у Бережанах на Тернопільщині.
Після 8 класу вчився в Стрийському залізничному училищі на коваля. Згодом був у будівельному загоні та від 1955 до 1960 року навчався в Мічурінському плодоовочевому інституті (Тамбовська область). Працював на консервному заводі у Бережанах. Згодом був агрономом-овочеводом в управлінні сільського господарства Бережанського району.
З 1968 року протягом 18 років — голова правління колгоспу «Шлях до комунізму» (м. Підгайці). Новий голова зумів зробити колгосп одним з найкращих у Тернопільській області. У великому господарстві працювало понад 1800 осіб, за рахунок колгоспу побудовано дитячу районну лікарню в Бережанах, а в Підгайцях створено футбольну команду й зведено стадіон на 5 000 місць, введено в експлуатацію зручні роздягальні, побутові та службові приміщення. Засновник футбольної команди, яка спочатку грала в чемпіонаті області, згодом представляла Бережани та Тернопіль, виступала у другій радянській лізі.
Після того як Іван Михайлович залишив колгосп, працював в управлінні сільського господарства Бережанського району, а згодом — в управлінні охорони природи. Потім на пенсії.
Одружений. З дружиною Валентиною Федорівною познайомився в інституті. Одружилися в Росії. Виховали двох синів — Андрія (1959 р. н.) та Олександра (1962 р. н.).
Помер 11 липня 2011 року.